# Abhainn Dearg distillery
De Abhainn Dearg Distillery (uitspraak: Aveen Jarræk) is de eerste legale distilleerderij op het eiland Lewis sinds de sluiting van de Shoeburn Distillery, gestart in 1829 en gesloten in 1840?, maar in ieder geval gesloopt in 1844. De naam Abhainn Dearg is afgeleid van de gelijknamige rivier waaruit het gebruikte water wordt betrokken, en betekent "rode rivier". De distilleerderij ligt in Uig aan de westkust van het eiland, een van de Buiten-Hebriden. Het is de meest westelijk gelegen distilleerderij van Schotland.

## Geschiedenis
Mark Tayburn (Marko) startte de productie in 2008 en de eerste botteling vond plaats in 2011; een drie jaar oude special release. Inmiddels is het tiende jaar ruim gepasseerd en heeft Marko zijn doel om op de Buiten-Hebriden een whisky van de gerst van Goathill Farm in Melbost te produceren bereikt; oftewel van het veld naar de fles.

## Productie
In de distilleerderij wordt gebruik gemaakt van twee washbacks met een capaciteit van 7500 l en twee mash tuns met een capaciteit van 500 kg. De mash still heeft een capaciteit van 2112 l en de spirit still een van 2057 l. De whisky rijpt op gebruikte bourbon- en sherryvaten. Het hele proces vindt plaats op ouderwetse manier, met de hand; ook het bottelen en labelen van de flessen, zelfs de miniatuurtjes.

## Bottelingen
Abhainn Dearg X Single Malt 70cl

Abhainn Dearg Cask Strength 50cl

Abhain Dearg distillery
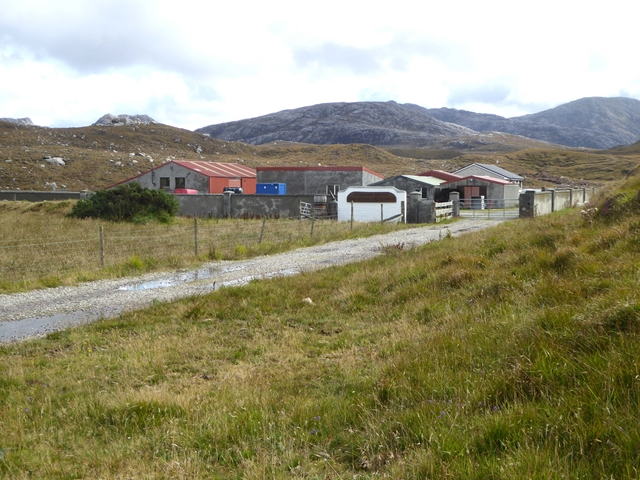
Totaalbeeld
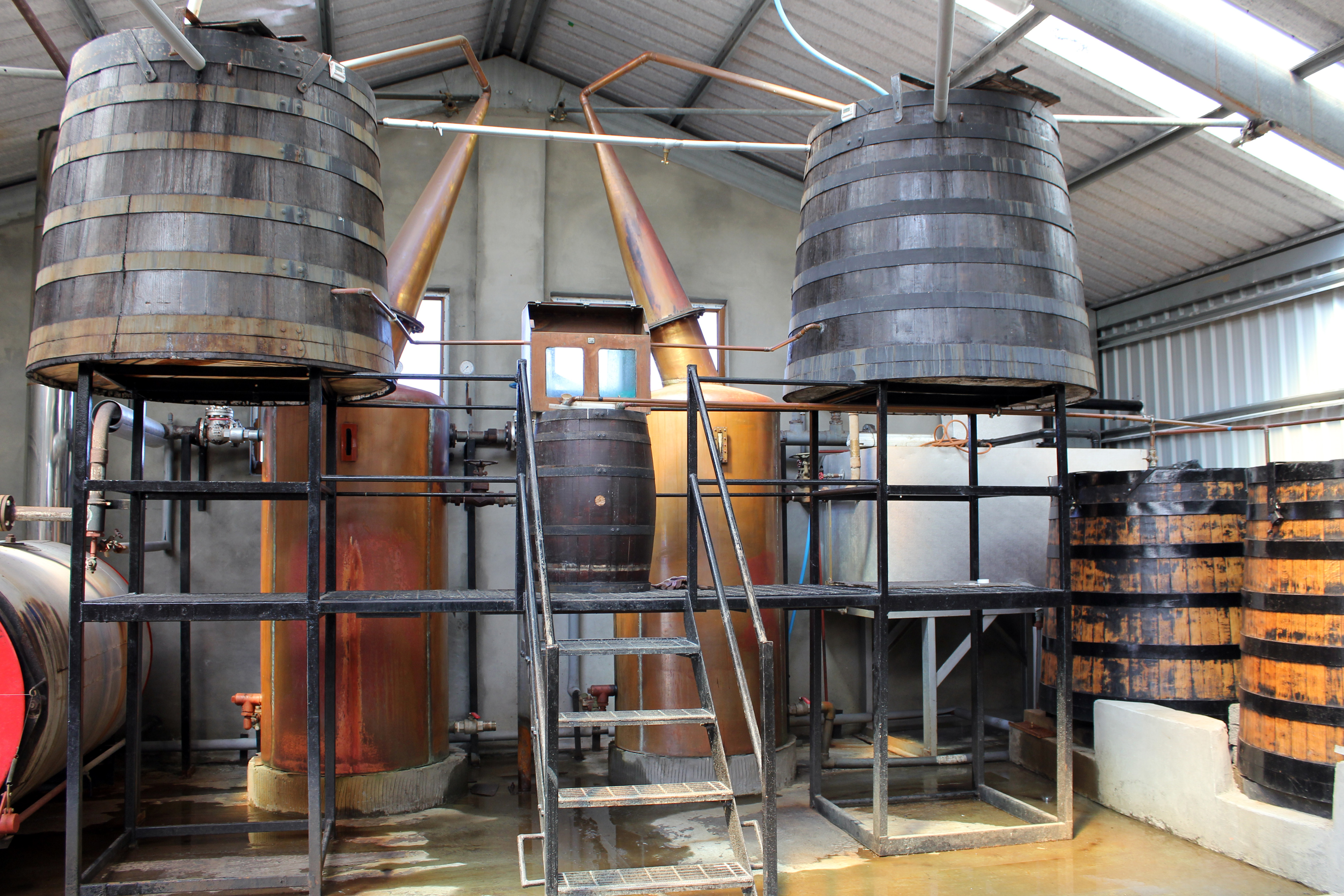
De ketels
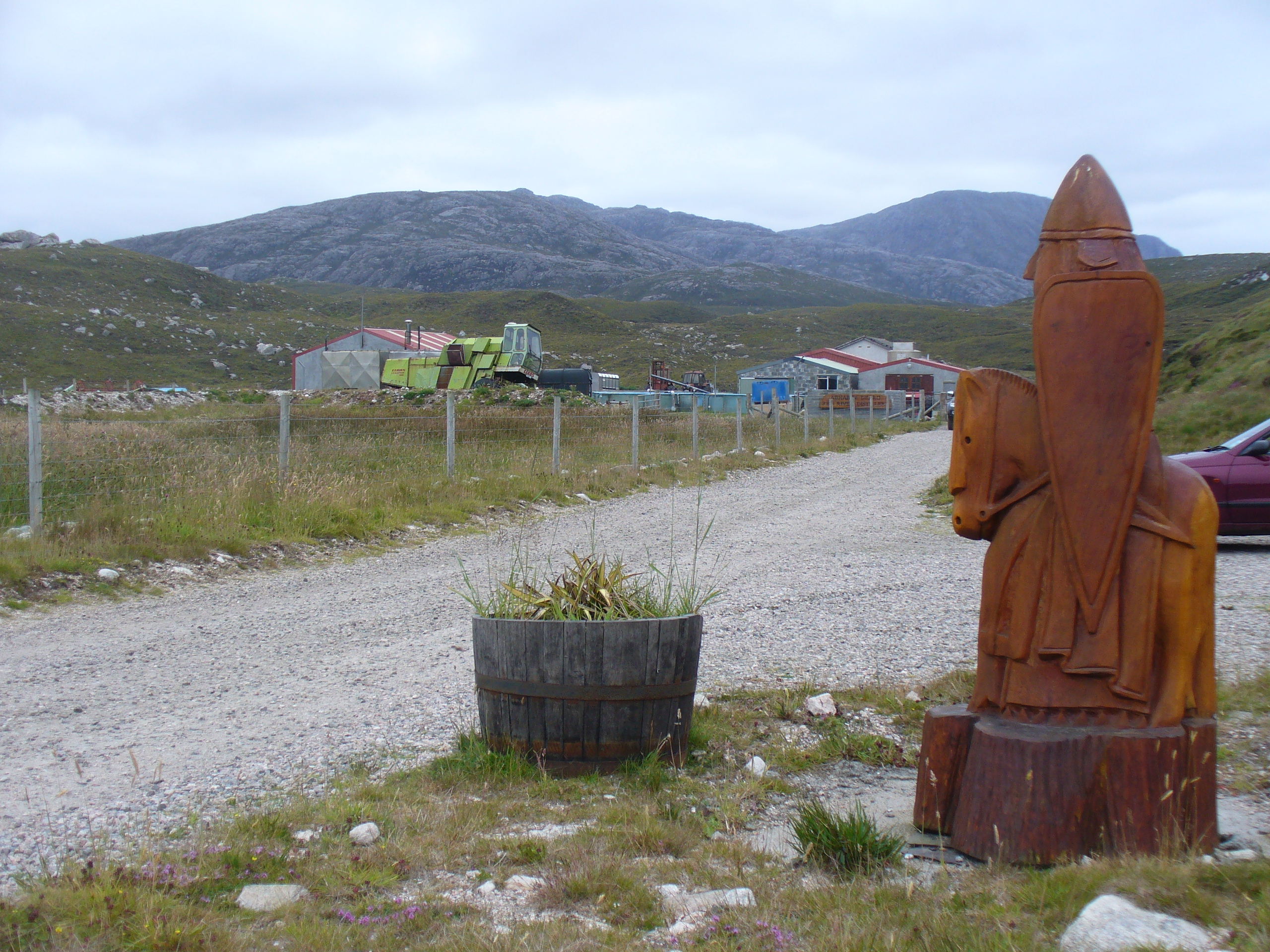
De toegang